# Max Reinhardt
Max Reinhardt, właśc. Maximilian Goldmann (ur. 9 września 1873 w Baden, zm. 31 października 1943 w Nowym Jorku) – austriacki reżyser teatralny i aktor żydowskiego pochodzenia; dyrektor Deutsches Theater.

## Życiorys
Pochodził z rodziny wiedeńskich kupców. Karierę rozpoczynał jako aktor, jako nastolatek grywał najczęściej role starców. W 1895 roku przyjął, zaproponowaną mu przez Ottona Brahma posadę aktora w berlińskim Deutsches Theater, gdzie współtworzył repertuar głównie naturalistyczny. Współpracę z Deutsches Theater zerwał z końcem 1902 roku, ale już od 1901, równolegle do dotychczasowej pracy, zajął się działalnością kabaretową, pokazującą w krzywym zwierciadle ponurą konwencję teatru naturalistycznego. Stworzył z przyjaciółmi grupę pod nazwą Schall und Rauch (Dźwięk i dym); aktywność ta rozwinęła się tak, że w 1902 roku zespół Reinhardta zyskał stałą siedzibę i mógł rozpocząć regularną pełnospektaklową działalność pod nazwą Kleines Theater. W rok później Reinhardt inaugurował działalność drugiej sceny Neues Theater am Schiffbauerdamm. Repertuar obejmował późne sztuki Augusta Strindberga, Franka Wedekinda, Antona Czechowa, Hugona von Hofmannsthala, Arthura Schnitzlera, Oscara Wilde’a, a także klasykę, głównie niemiecką oraz dzieła Szekspira. Szczególną popularnością cieszyła się inscenizacja Snu nocy letniej (1905).
Po rezygnacji Brahma z kierownictwa artystycznego Deutsches Theater 31 sierpnia 1905 roku ta prestiżowa funkcja została powierzona Reinhardtowi. Uruchomił przy teatrze kameralną scenę mieszczącą do 400 osób (tzw. Kammerspiele), przeznaczając ją dla sztuk mniej widowiskowych i dramatów psychologicznych. Podest sceny był niewiele wyższy niż poziom widowni, ruchome krzesła dla publiczności można było ustawiać w dowolnych konfiguracjach. Premierowym spektaklem 8 listopada 1906 roku były Upiory Ibsena z ekspresjonistycznymi dekoracjami Edvarda Muncha. Na dużej obrotowej scenie Reinhardt z rozmachem wystawiał dzieła klasyczne, wprowadzając na wzór swoich wcześniejszych spektakli trójwymiarowe dekoracje, inspirowane koncepcją teatru Craiga.
Do najbardziej znanych monumentalnych spektakli Reinhardta należał Das Mirakel (Cud), oparty na tekście modernistycznego poety Karla Vollmöllera. Spektakl ten miał premierę w hali londyńskiej Olimpii w Boże Narodzenie 1911 roku, a wystawiany był później w Wiedniu (1912), Berlinie (Circus Busch, 1914) i Nowym Jorku (1924). O rozmachu Reinhardta świadczy „Großes Schauspielhaus” – teatr, zorganizowany przez niego w 1919 roku w Berlinie na byłej arenie cyrku Schumanna, przeznaczonej do rozgrywania widowisk masowych. Od roku 1920 do 1938 był dyrektorem artystycznym festiwalu teatralnego w Salzburgu, gdzie co roku na rynku Starego Miasta wystawiany był jego spektakl Jederman.
Ze względu na żydowskie pochodzenie Reinhardta, po przewrocie hitlerowskim wisiała nad nim groźba prześladowania. Udał się więc na emigrację do Paryża. Inscenizował tam gościnnie w sezonie 1933/34 w teatrze „Pigalle”, adaptację straussowskiego Nietoperza. Po Anschlussie Austrii w 1938 roku Reinhardt osiadł w Wielkiej Brytanii, a następnie wyjechał do Stanów Zjednoczonych, gdzie został naturalizowany w 1940 roku. Zmarł trzy lata później w Nowym Jorku na zapalenie płuc po udarze mózgu.

## Charakterystyka twórczości
Reinhardt był wielostronnym inscenizatorem, w którego działalności krzyżują się realizm i naturalizm. Początkowo będąc wiernym naturalizmowi, stosował na scenie autentyzm, np. prawdziwe pnie drzew, trawa, mech itd. Lubił eksperymentować, przez co nie było niemal stylu czy gatunku dramatycznego, którego by nie praktykował.
Jedną z pierwszych sztuk Reinhardta, która spotkała się szerszym oddźwiękiem była inscenizacja Snu nocy letniej Szekspira z 1905 roku. Przedstawienie odbywało się na obrotowej scenie, z trójwymiarową scenografią przedstawiającą realistyczny i zarazem niezwykle poetycki las. Spektakl charakteryzował się dużą dynamiką i świeżością inscenizacji: świat realny z fantastycznym skontrastowano przy pomocy techniki aktorskiej, całość uzupełniając ironicznym dystansem, który nie burzył jednak naturalności gry.
Tekst dramatyczny w inscenizacjach Reinhardta stawał się tylko jednym z elementów spektaklu. Szczególną rolę odgrywały elementy wizualne: światło, scenografia, ekspresywne aktorstwo. Reinhard współpracował z wybitnymi dekoratorami: Ernstem Sternem, Karlem Walserem, Alfredem Rollerem. Sam będąc aktorem, szczególnie bacznie kontrolował grę swoich aktorów, dążąc do wydobycia indywidualnych cech każdego z nich. Punktem dojścia tych eksperymentów były wystawiane od 1910 roku pantomimy: barwne widowiska bez słów, przepełnione, tańcem, gestem, zaskakujące świetlnymi sztuczkami. Pierwszą premierą tego typu była wystawiona w 1910 w Kammerspiele baśń wschodnia Sumurun, ze scenografią stylu kabuki Emila Orlíka. Cieszyła się ona tak dużym powodzeniem, że Reinhardt odbył z nią międzynarodowe tournée do Paryża, Londynu i Nowego Jorku.
Osobny rozdział w działalności Reinhardta stanowią monumentalne spektakle grane w plenerze, w naturalnych wnętrzach lub na wielkich arenach. Do najbardziej znanych widowisk tego typu należy Das Mirakel według tekstu modernistycznego poety Karla Vollmöllera. Grany był od 1911 do lat 30. w Europie i Stanach Zjednoczonych. Jest to opowieść o mniszce, która uwiedziona przez amanta porzuca klasztor. Gdy ze skruchą powraca do zakonu, odkrywa, że pod jej nieobecność posąg Matki Boskiej ożył i zajął jej miejsce w celi, zastępując mniszkę przy zakonnych posługach. W swojej inscenizacji Reinhardt zerwał całkowicie z tradycyjnym ukształtowaniem przestrzeni scenicznej: widzowie siedzieli w kręgu, w którego centrum odgrywano spektakl. Sala, w której wystawiano spektakl, przypominała wnętrze gotyckiej katedry, z barwnymi witrażami, które bladły, gdy akcja przenosiła się poza obręb klasztoru, a rozświetlały się, gdy powracała do strefy sakralnej.
Do spektakli monumentalnych trzeba zaliczyć też Króla Edypa, którego premiera odbyła się we wrześniu 1910 roku w sali koncertowej w Monachium, a który grany był później w cyrku Schumanna w Berlinie. Do widowiska zaangażowano setki statystów odgrywających mieszkańców Teb. Również w cyrku Schumanna Reinhardt wystawiał Jedermanna – niemiecką adaptację średniowiecznego angielskiego moralitetu Everyman (Każdy), dokonaną przez Hugona von Hofmannsthala. Kolejnym krokiem Reinhardta było wyprowadzenie spektaklu z murów teatralnych. W 1920 wystawił Jedermanna na rynku w Salzburgu, czyniąc z przestrzeni miejskiej scenerię dramatu. Akcja rozgrywała się przed wejściem do salzburskiej katedry, a głosy powtarzające wezwanie śmierci dochodziły do bohatera z wież kościelnych. Śmierć bohatera oznajmiały kościelne dzwony. Całość zgrana była z rytmem przyrody: spektakl rozpoczynał się o zachodzie słońca, kończył się w mroku nocy.